# Gillams
Gillams is een gemeente (town) in de Canadese provincie Newfoundland en Labrador. De gemeente ligt aan de Bay of Islands, aan de westkust van het eiland Newfoundland.

## Geschiedenis
In 1971 werd het dorp een gemeente met de status van local government community (LGC). In 1980 werden LGC's op basis van The Municipalities Act als bestuursvorm afgeschaft. De gemeente werd daarop automatisch een community om een aantal jaren later uiteindelijk een town te worden.

## Geografie
Gillams ligt aan de noordelijke oever van Humber Arm, de grootste en meest zuidelijke arm van de Bay of Islands. De plaats ligt 10 km ten noordwesten van Corner Brook, de enige stad aan de westkust van Newfoundland. Gillams grenst in het noordwesten aan de gemeente McIvers en in het zuidoosten aan de gemeente Meadows.
De gemeente wordt doorkruist door Route 440, die van Corner Brook 40 km noordwestwaarts loopt tot in Cox's Cove.

## Demografie
Tussen 1991 en 2006 kende de Gillams, net zoals de meeste kleine plaatsen op Newfoundland, een demografische neergang (-19,0%). In de 21e eeuw is de bevolkingsomvang van Gillams echter opnieuw beginnen stijgen.
| Jaar | Aantal inwoners | Verschil |
| ---- | --------------- | -------- |
| 1991 | 496             | –        |
| 1996 | 465             | -6,3%    |
| 2001 | 406             | -12,7%   |
| 2006 | 402             | -1,0%    |
| 2011 | 407             | +1,2%    |
| 2016 | 410             | +0,7%    |
| 2021 | 429             | +4,6%    |